# 중희 (연호)
중희(重熙, 1032년 11월 ~ 1055년 8월)는 요나라(거란국) 흥종(興宗) 야율 종진(耶律 宗眞)의 두번째 연호이다. 22년 10개월 가량 사용하였다. 흥종(興宗)이 죽고 난 후에 도종(道宗)이 청녕으로 개원할 때까지 사용하였다.

## 개원
- 경복(景福) 2년 11월 11일[1](1032년 12월 16일)에 연호를 중희(重熙)로 개원함.[2][3][4]

- 중희(重熙) 24년 8월 16일[5](1055년 9월 9일)에 연호를 청녕(淸寧)으로 개원함.[6][7][4]

## 연대 대조표
| 중희       | 원년                            | 2년        | 3년                 | 4년        | 5년        | 6년        | 7년                 | 8년             | 9년                 | 10년                |
| 서기(西紀) | 1032년                          | 1033년     | 1034년              | 1035년     | 1036년     | 1037년     | 1038년              | 1039년          | 1040년              | 1041년              |
| 간지(干支) | 임신(壬申)                      | 계유(癸酉) | 갑술(甲戌)          | 을해(乙亥) | 병자(丙子) | 정축(丁丑) | 무인(戊寅)          | 기묘(己卯)      | 경진(庚辰)          | 신사(辛巳)          |
| 북송(北宋) | 천성(天聖) 10년 명도(明道) 원년 | 2년        | 경우(景祐) 원년     | 2년        | 3년        | 4년        | 5년 보원(寶元) 원년 | 2년             | 3년 강정(康定) 원년 | 2년 경력(慶曆) 원년 |
| 중희       | 11년                            | 12년       | 13년                | 14년       | 15년       | 16년       | 17년                | 18년            | 19년                | 20년                |
| 서기(西紀) | 1042년                          | 1043년     | 1044년              | 1045년     | 1046년     | 1047년     | 1048년              | 1049년          | 1050년              | 1051년              |
| 간지(干支) | 임오(壬午)                      | 계미(癸未) | 갑신(甲申)          | 을유(乙酉) | 병술(丙戌) | 정해(丁亥) | 무자(戊子)          | 기축(己丑)      | 경인(庚寅)          | 신묘(辛卯)          |
| 북송(北宋) | 경력(慶曆) 2년                  | 3년        | 4년                 | 5년        | 6년        | 7년        | 8년                 | 황우(皇祐) 원년 | 2년                 | 3년                 |
| 중희       | 21년                            | 22년       | 23년                | 24년       |            |            |                     |                 |                     |                     |
| 서기(西紀) | 1052년                          | 1053년     | 1054년              | 1055년     |            |            |                     |                 |                     |                     |
| 간지(干支) | 임진(壬辰)                      | 계사(癸巳) | 갑오(甲午)          | 을미(乙未) |            |            |                     |                 |                     |                     |
| 북송(北宋) | 황우(皇祐) 4년                  | 5년        | 6년 지화(至和) 원년 | 2년        |            |            |                     |                 |                     |                     |

## 동시대 연호

### 중국
송(宋)
- 명도(明道) (1032년 ~ 1033년)
- 경우(景祐) (1034년 ~ 1038년)
- 보원(寶元) (1038년 ~ 1040년)
- 강정(康定) (1040년 ~ 1041년)
- 경력(慶曆) (1041년 ~ 1048년)
- 황우(皇祐) (1049년 ~ 1054년)
- 지화(至和) (1054년 ~ 1056년)

대리국(大理國)
- 정치(正治) (1027년 ~ 1041년)
- 성명(聖明) (1042년)
- 천명(天明) (1043년 ~ 1044년)
- 보안(保安) (1045년 ~ 1052년)
- 정안(政安) (1053년 ~ 1061년)

서하(西夏)
- 현도(顯道) (1032년 ~ 1034년)
- 개운(開運) (1034년)
- 광운(廣運) (1034년 ~ 1036년)
- 대경(大慶) (1036년 ~ 1038년)
- 천수예법연조(天授禮法延祚) (1038년 ~ 1048년)
- 연사녕국(延嗣寧國) (1049년)
- 천우수성(天祐垂聖) (1050년 ~ 1052년)
- 복성승도(福聖承道) (1053년 ~ 1056년)

기타
- 왕칙(王則) 득성(得聖) (1047년 ~ 1048년)
- 농지고(儂智高) 경서(景瑞) (1049년 ~ 1052년)
- 농지고(儂智高) 계력(啓曆) (1052년 ~ 1053년)

### 베트남
- 티엔타인(天成) (1028년 ~ 1034년)
- 통투이(通瑞) (1034년 ~ 1039년)
- 깐푸흐우다오(乾符有道) (1039년 ~ 1042년)
- 민다오(明道) (1042년 ~ 1044년)
- 티엔깜타인부(天感聖武) (1044년 ~ 1049년)
- 숭흥다이바오(崇興大寶) (1049년 ~ 1054년)
- 롱투이타이빈(龍瑞太平) (1054년 ~ 1059년)

### 일본
- 조겐(長元) (1028년 ~ 1037년)
- 조랴쿠(長曆) (1037년 ~ 1040년)
- 조큐(長久) (1040년 ~ 1044년)
- 간토쿠(寬德) (1044년 ~ 1046년)
- 에이쇼(永承) (1046년 ~ 1053년)
- 덴기(天喜) (1053년 ~ 1058년)

## 같이 보기
- 중국의 연호 목록